# Departamento de Olancho
Departamento de Olancho är ett departement i Honduras. Det ligger i den centrala delen av landet, 150 km nordost om huvudstaden Tegucigalpa. Antalet invånare är 458 365. Arean är 24 057 kvadratkilometer.
Terrängen i Departamento de Olancho är bergig åt nordväst, men åt sydost är den kuperad.
Departamento de Olancho delas in i kommunerna:

1. Campamento
2. Catacamas
3. Concordia
4. Dulce Nombre de Culmí
5. El Rosario
6. Esquipulas del Norte
7. Gualaco
8. Guarizama
9. La Guata
10. Guayape
11. Jano
12. Juticalpa
13. La Unión
14. Mangulile
15. Manto
16. Patuca
17. Salamá
18. San Esteban
19. San Francisco de Becerra
20. San Francisco de la Paz
21. Santa María del Real
22. Silca
23. Yocón

Följande samhällen finns i Departamento de Olancho:

- Catacamas
- Juticalpa
- Esquipulas del Norte
- Campamento
- San Francisco de la Paz
- Santa María del Real
- Jano
- Gualaco
- Jutiquile
- San Esteban
- Salamá
- San Francisco de Becerra
- Dulce Nombre de Culmí
- La Concepción
- Punuare
- Arimís
- Guayape
- La Estancia
- El Guayabito
- San Nicolás
- Guarizama
- Zopilotepe
- Concordia
- Mangulile
- La Guata
- Laguna Seca
- Silca
- Manto
- San José de Río Tinto
- El Rusio
- El Rosario
- La Empalizada
- Sabana Abajo